# Stuart Tinney
Stuart Tinney (n. 7 decembrie 1964, Mundubbera⁠(d), Queensland, Australia) este un sportiv australian, medaliat olimpic. A participat la 3 ediții ale Jocurilor Olimpice (2000, 2004, 2016) în care a câștigat o medalie de aur.